# Maceo
Maceo este un municipiu din departamentul Antioquia, Columbia.